# Pléguien
Pléguien (tiếng Breton: Plian, Gallo: Plégien) là một xã của tỉnh Côtes-d’Armor, thuộc vùng Bretagne, tây bắc Pháp.

## Dân số
Người dân ở Pléguien được gọi là Pléguiénais.